# Spathuliger nitidicolle
Spathuliger nitidicolle là một loài bọ cánh cứng trong họ Cerambycidae.